# Це все вона
«Це все вона» (англ. She's All That) — молодіжна кінокомедія 1999 року режисера Роберта Іскова, створена на основі п'єси «Пігмаліон» (1913 та 1938 років) Бернарда Шоу та фільму режисера Джорджа К'юкора «Моя чарівна леді» (1964 року).
Перший фільм, в якому разом грають Фредді Принц-молодший та Меттью Ліллард.

## Сюжет
Зак Сайлер — популярний у школі хлопець, і дівчина у нього відповідно шкільна красуня. Але після весняних канікул він дізнається, що його Тейлор завела роман із зіркою реаліті-шоу Броком. Зак втішає себе, що може замінити Тейлор іншою дівчиною в школі, і б'ється об заклад зі своїм другом Діном, що зможе за шість тижнів зробити із будь-якої простої дівчини зі школи королеву випускного балу. Дін обирає Ленні Боггс, відлюдкувату і непопулярну школярку.
Зак намагається розпочати знайомство з Ленні, але вона демонстративно ігнорує його і дуже неохоче погоджується допомогти йому у вивченні мистецтва. Через деякий час Заку вдається умовити Ленні піти на пляж, де відпочивають його друзі, які запрошують Ленні на вечірку. На вечірці Ленні зазнає приниження від Тейлор.
У школі ж кандидатуру Ленні висунули, як альтернативну Тейлор, на вибори королеви балу. Дін запрошує Ленні піти з ним на випускний бал. Заку ж пропонує піти разом на бал Тейлор, яку кинув Брок. Коли ж він відмовляє їй, вона говорить, що Ленні вже запрошена Діном. Зак зчепився з Діном, а той розповідає Ленні про парі, змушуючи Зака прилюдно підтвердити це. Розлючена дівчина не бажає більше розмовляти з Заком.
На випускному Дін хвалиться друзям, що цієї ночі звабить Ленні. Друг дівчини Джессі, що випадково почув це, розповідає Заку, і той кидається на пошуки Ленні, але вона вже пішла з балу з Діном.
У себе вдома Ленні після повернення з балу бачить Зака, який чекав її, щоб освідчитися у справжніх почуттях. Вони миряться, а на випускній церемонії Зак, що програв парі, виконує його умову.

## В ролях
| Актор                 | Роль                |
| --------------------- | ------------------- |
| Фредді Принц-молодший | Зак Сайлер          |
| Рейчел Лі Кук         | Ленні Боггс         |
| Меттью Ліллард        | Брок                |
| Пол Вокер             | Дін                 |
| Джоді Лін О’Кіф       | Тейлор              |
| Кевін Поллак          | Вейн Боггс          |
| Кіран Калкін          | Саймон Боггс        |
| Ашер Реймонд          | шкільний ді-джей    |
| Кріс Овен             | Дерек               |
| Сара Мішель Геллар    | дівчина у кафетерії |
| Ванесса Лі Честер     | дівчинка #2         |

## Сприйняття
Незважаючи на стриману оцінку критиків фільм успішно вийшов у прокат (при бюджеті в 10 мільйонів доларів загальносвітові збори склали понад 103 мільйона).